# Refuge Jean Collet
Das Refuge Jean Collet ist eine Schutzhütte der Société des Touristes du Dauphiné in Frankreich, im Département Isère, in der Region Auvergne-Rhône-Alpes im Belledonne auf 1960 m Höhe.